# Taschenmäuse
Die Taschenmäuse (Heteromyidae) sind eine Familie nord- und mittelamerikanischer Nagetiere. Insgesamt werden dem Taxon 66 Arten in fünf Gattungen zugeordnet, die in den Trockengebieten über Gras- und Chaparral-Gebiete bis in die feucht-tropischen Regenwälder Amerikas vorkommen.

## Merkmale
Benannt sind Taschenmäuse nach den großen Felltaschen, die zum Verstauen von Nahrung genutzt werden. Diese Vorrichtungen befinden sich außen an den Wangenseiten und lassen sich zu Reinigungszwecken nach außen stülpen. Im Aussehen unterscheiden sich die Gattungen zum Teil sehr voneinander: Während die meisten wie typische Mäuse aussehen, sind bei zwei Gattungen, den Kängurumäusen und Kängururatten, die Hinterbeine zu kräftigen Sprungwerkzeugen umgebildet. Die Kopfrumpflänge der Taschenmäuse liegt zwischen 6 und 18 cm, hinzu kommt ein 5 bis 21 cm langer Schwanz.

## Verbreitung
Die Verbreitung reicht vom Süden Kanadas über die USA und Mittelamerika bis nach Kolumbien und Ecuador. Dabei leben in Mexiko die mit Abstand meisten Arten. Als Lebensraum dienen verschiedenste Habitate von der Wüste bis zum tropischen Regenwald.

## Lebensweise
Taschenmäuse graben ausgedehnte unterirdische Baue. Nachts sind sie draußen aktiv, und tagsüber ziehen sie sich in die Tunnelsysteme zurück. Nahrung sind Samen und andere Pflanzenteile, nebenbei auch Insekten und Würmer. Oft wird die Nahrung in den äußeren Backentaschen verstaut und zum Bau gebracht, wo sie in speziellen Vorratskammern gelagert wird. Bei kaltem oder regnerischem Wetter bleiben Taschenmäuse in ihren Bauen und fressen die gelagerten Vorräte.

## Systematik
Obwohl sie äußerlich kaum Ähnlichkeiten haben, sind Taschenmäuse mit den maulwurfsähnlichen Taschenratten dicht verwandt. Neben den äußeren Backentaschen haben sie mit diesen anatomische Details des Schädels und des Gebisses gemeinsam. Manchmal werden beide zu einer gemeinsamen Familie der Taschennager vereint.
Man unterscheidet fünf bis sechs Gattungen, wobei die Gattung Liomys teilweise als eigenständige Gattung und teilweise als Teil der Stacheltaschenmäuse (Heteromys), dann Wald-Stacheltaschenmäuse, betrachtet werden. Die Gattungen werden in drei Unterfamilien aufgeteilt:
- Unterfamilie Heteromyinae
  - Stacheltaschenmäuse bzw. Wald-Stacheltaschenmäuse (Heteromys), teilweise zusätzlich die Gattung Liomys
- Unterfamilie Perognathinae
  - Seiden-Taschenmäuse (Perognathus)
  - Rauhaar-Taschenmäuse (Chaetodipus)
- Unterfamilie Dipodomyinae
  - Kängurumäuse (Microdipodops)
  - Kängururatten (Dipodomys)

Die Wald-Stacheltaschenmäuse und die Stacheltaschenmäuse werden vor allem in älterer Literatur als eigene Gattungen geführt, aufgrund der molekularbiologisch nachgewiesenen Paraphylie von Liomys jedoch 2007 in die gemeinsame Gattung Heteromys zusammengeführt.

## Parasiten
Die einzigen bei Taschenmäusen vorkommenden Tierläuse gehören zur Gattung Fahrenholzia. Diese Gattung kommt ausschließlich bei Taschenmäusen vor und die Evolution von Wirt und Parasit ist eng gekoppelt.

## Belege
1. 1 2 3 4  David J. Hafner: Familiy Heteromyidae (Pocket mice, kangoroo mice and kangoroo rats). In: Don E. Wilson, T.E. Lacher, Jr., Russell A. Mittermeier (Herausgeber): Handbook of the Mammals of the World: Lagomorphs and Rodents 1. (HMW, Band 6) Lynx Edicions, Barcelona 2016, S. 170. ISBN 978-84-941892-3-4.
2. ↑  John C. Hafner, Mark S. Hafner: Evolutionary relationships in Heteromyid rodents. In: Great Basin Naturalist Memoirs. Bd. 7, 1983, ISSN 0160-239X, S. 3–29.
3. ↑  John C. Hafner, Jessica E. Light, David J. Hafner, Mark S. Hafner, Emily Reddington, Duke S. Rogers, Brett R. Riddle: Basal Clades and Molecular Systematics of Heteromyid Rodents. Journal of Mammalogy 88 (5), 2007; S. 1129–1145. doi:10.1644/06-MAMM-A-413R1.1
4. ↑  Jessica E. Light, Mark S. Hafner: Codivergence in Heteromyid Rodents (Rodentia: Heteromyidae) and Their Sucking Lice of the Genus Fahrenholzia (Phthiraptera: Anoplura). In: Systematic Biology. 2008, Band 57, Nummer 3, S. 449–465 doi:10.1080/10635150802169610.